# 道格拉斯維爾
道格拉斯維爾（英語：Douglasville）是一個位於美國喬治亞州道格拉斯縣的城市。根據2010年美國人口普查，該地人口為30961人，而該地的面積約為58.50平方千米。同時該地也是道格拉斯縣的縣治。

## 地理
道格拉斯維爾的座標為33°44′59″N 84°43′23″W / 33.74972°N 84.72306°W，而該地的平均海拔高度為366米（即1201英尺）。